# St. Josef der Bräutigam (Speicherz)

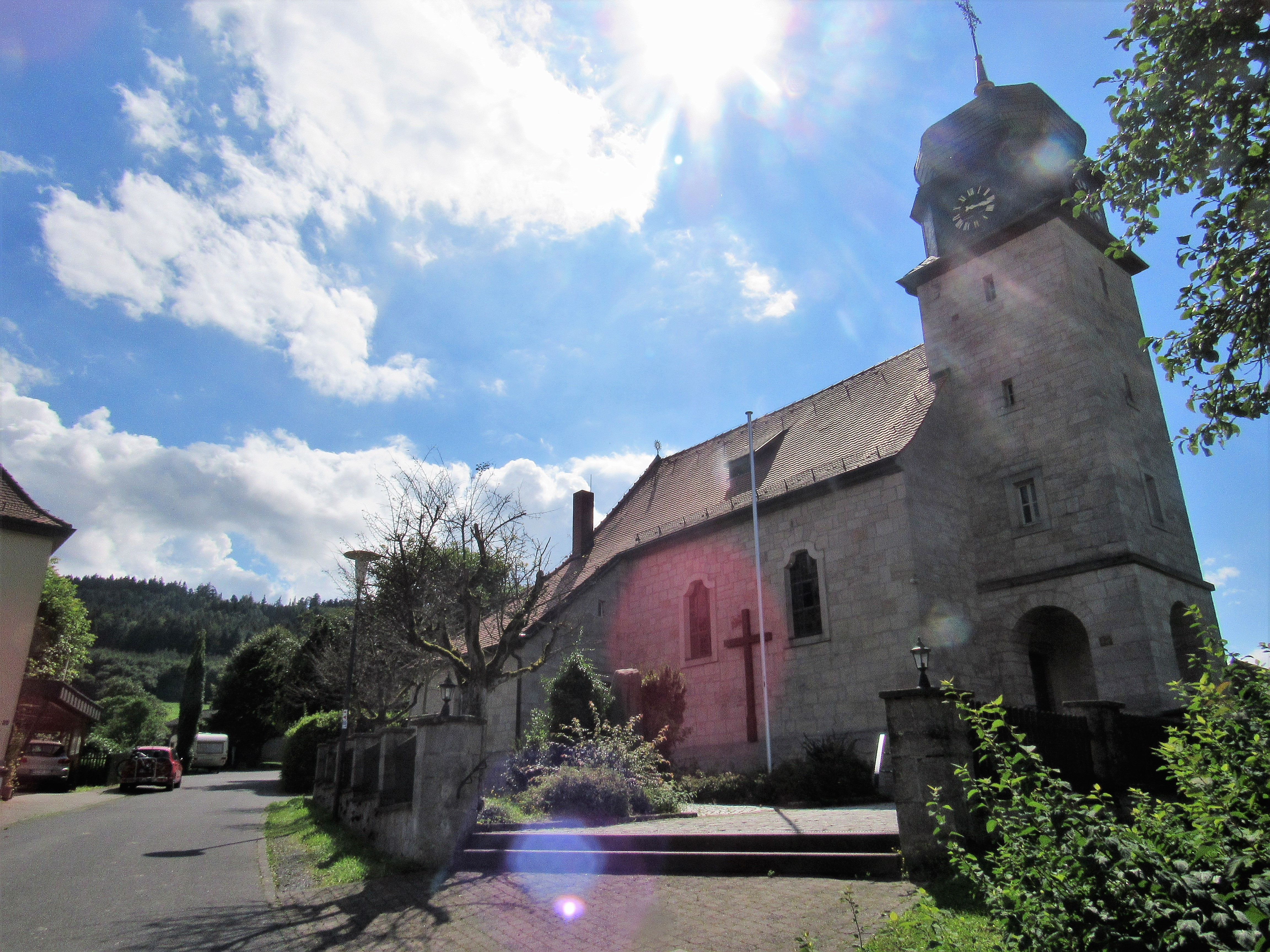
Die Kirche in Speicherz

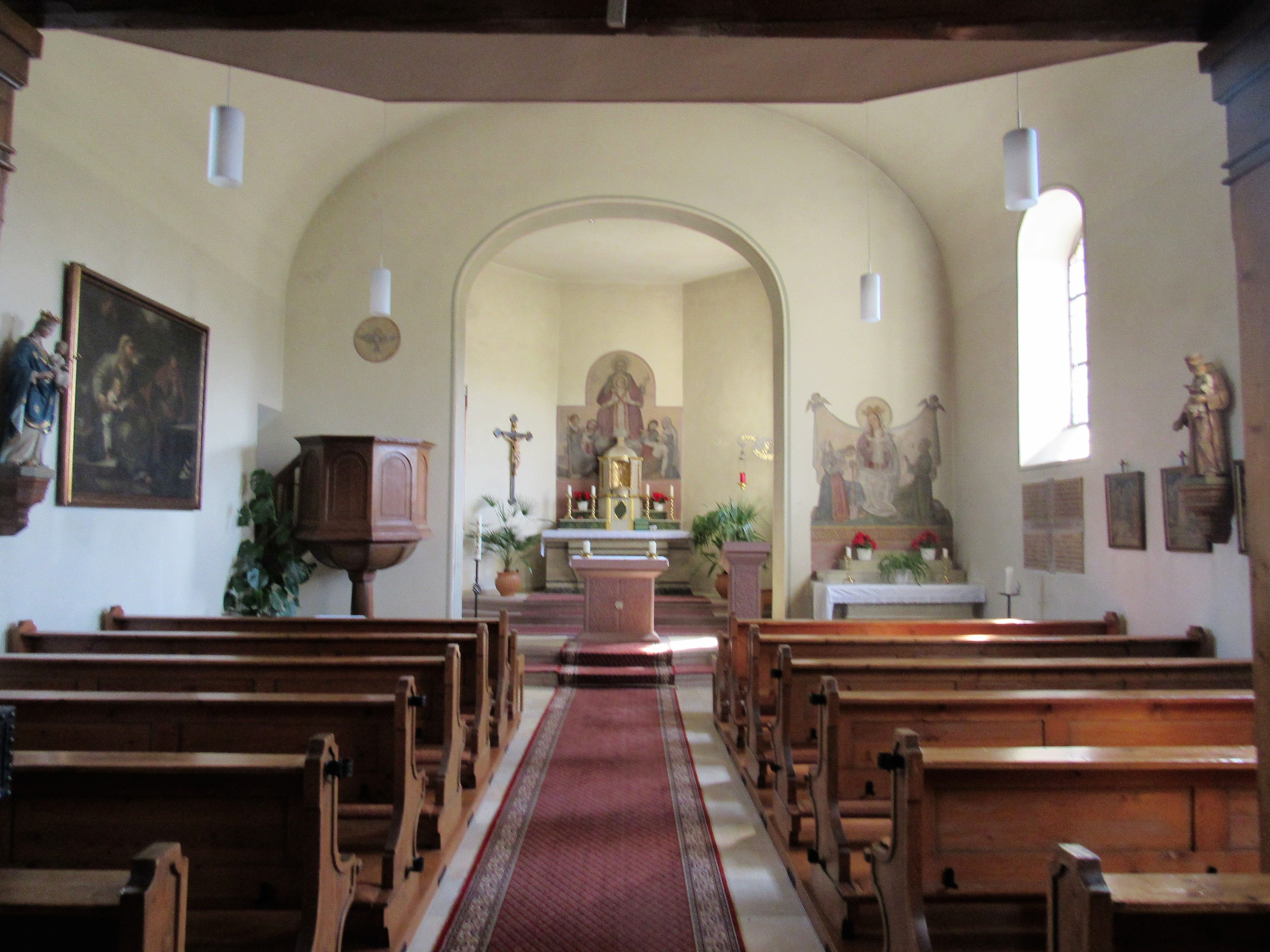
Innenraum der Kirche

Die römisch-katholische Filialkirche St. Josef der Bräutigam ist die Dorfkirche von Speicherz im unterfränkischen Landkreis Bad Kissingen. Die Kirche gehört zu den Baudenkmälern von Motten und ist unter der Nummer D-6-72-134-28 in der Bayerischen Denkmalliste registriert. Speicherz ist ein Teil der Pfarreiengemeinschaft St. Georg Bad Brückenau – Maria Ehrenberg.

## Geschichte
Speicherz war zunächst eine Filiale der im 16. Jahrhundert gegründeten Pfarrei Motten, ab 1954 der von Motten abgetrennten Pfarrei Kothen. Das Dorf hatte jahrhundertelang keine eigene Kirche. Erst im Jahr 1925 wurde die Kirche im barockisierenden Heimatstil erbaut.

## Beschreibung
Der Kirchturm an der Nordseite des Langhauses ist über einer von Rundbogen begrenzten Vorhalle erbaut. Er hat eine Zwiebelhaube. Das Langhaus besitzt zwei Fensterachsen mit Rundbogenfenstern. Seine Decke ist ein Tonnengewölbe. Der südliche Chor mit Dreiachtelschluss und flacher Decke ist dagegen fensterlos. Der Chorbogen ist ein Segmentbogen. Die Sakristei ist an der Westseite des Langhauses angebaut.

## Ausstattung
Über dem Tabernakel des Hochaltars ist einem Gemälde der heilige Josef mit dem Kind Jesus dargestellt. Über dem rechten Seitenaltar, dem einzigen Seitenaltar der Kirche. befindet sich ein ähnliches Gemälde der heiligen Maria, ebenfalls mit Kind. Die hölzerne Kanzel steht links vom Chorbogen auf einer Säule. Die Orgel ist auf der nördlichen Empore aufgestellt. Die Glocken sind in den Tönen a’ – c” – d” gestimmt.